# 長指線寄居蟹
長指線寄居蟹（学名：Nematopagurus meiringae）为寄居蟹科線寄居蟹屬下的一个种。